# Yataity del Norte
Yataity del Norte é uma cidade do Paraguai, Departamento San Pedro.

## Transporte
O município de Yataity del Norte é servido pela seguinte rodovia:
- Ruta 08, que liga San Estanislao (Departamento de San Pedro) a Coronel Bogado (Departamento de Itapúa).
- Caminho em rípio ligando o município a cidade de Capiibary.
- Caminho em pavimento ligando o município a Veinticinco de Diciembre[1][2][3]